# 上丸子山王町
上丸子山王町（かみまるこさんのうちょう）は、神奈川県川崎市中原区の地名。現行行政地名は上丸子山王町1丁目と上丸子山王町2丁目。住居表示未実施地区。

## 地理
中原区の東部に位置し、南に下沼部、南西に上丸子、西に上丸子、北に上丸子八幡町、川を挟んで東に東京都大田区田園調布南と接している。

### 河川
- 多摩川

### 地価
住宅地の地価は、2024年（令和6年）7月1日の神奈川県地価調査によれば、上丸子山王町2丁目1319番4の地点で46万5000円/m²となっている。

## 歴史

### 沿革
- 1957年（昭和32年）4月 - 上丸子から分立した[7]。

### 町名の由来
町名の由来は上丸子山王町1丁目にある丸子山王日枝神社である。

## 世帯数と人口
2025年（令和7年）6月30日現在（川崎市発表）の世帯数と人口は以下の通りである。
| 丁目              | 世帯数    | 人口    |
| ----------------- | --------- | ------- |
| 上丸子山王町1丁目 | 1,528世帯 | 2,274人 |
| 上丸子山王町2丁目 | 1,333世帯 | 2,070人 |
| 計                | 2,861世帯 | 4,344人 |

### 人口の変遷
国勢調査による人口の推移。
| 年                 | 人口  |
| ------------------ | ----- |
| 1995年（平成7年）  | 3,873 |
| 2000年（平成12年） | 4,137 |
| 2005年（平成17年） | 4,069 |
| 2010年（平成22年） | 4,101 |
| 2015年（平成27年） | 4,215 |
| 2020年（令和2年）  | 4,320 |

### 世帯数の変遷
国勢調査による世帯数の推移。
| 年                 | 世帯数 |
| ------------------ | ------ |
| 1995年（平成7年）  | 1,796  |
| 2000年（平成12年） | 2,110  |
| 2005年（平成17年） | 2,179  |
| 2010年（平成22年） | 2,290  |
| 2015年（平成27年） | 2,500  |
| 2020年（令和2年）  | 2,583  |

## 学区
市立小・中学校に通う場合、学区は以下の通りとなる（2022年3月時点）。
| 丁目              | 番・番地等 | 小学校               | 中学校             |
| ----------------- | ---------- | -------------------- | ------------------ |
| 上丸子山王町1丁目 | 全域       | 川崎市立上丸子小学校 | 川崎市立中原中学校 |
| 上丸子山王町2丁目 | 全域       | 川崎市立上丸子小学校 | 川崎市立中原中学校 |

## 事業所
2021年（令和3年）現在の経済センサス調査による事業所数と従業員数は以下の通りである。
| 丁目              | 事業所数  | 従業員数 |
| ----------------- | --------- | -------- |
| 上丸子山王町1丁目 | 48事業所  | 315人    |
| 上丸子山王町2丁目 | 52事業所  | 676人    |
| 計                | 100事業所 | 991人    |

### 事業者数の変遷
経済センサスによる事業所数の推移。
| 年                 | 事業者数 |
| ------------------ | -------- |
| 2016年（平成28年） | 94       |
| 2021年（令和3年）  | 100      |

### 従業員数の変遷
経済センサスによる従業員数の推移。
| 年                 | 従業員数 |
| ------------------ | -------- |
| 2016年（平成28年） | 895      |
| 2021年（令和3年）  | 991      |

## 施設
- 日枝神社

## その他

### 日本郵便
- 郵便番号 : 211-0002[3]（集配局 : 中原郵便局[20]）

### 警察
町内の警察の管轄区域は以下の通りである。
| 丁目              | 番・番地等 | 警察署     | 交番・駐在所 |
| ----------------- | ---------- | ---------- | ------------ |
| 上丸子山王町1丁目 | 全域       | 中原警察署 | 丸子橋交番   |
| 上丸子山王町2丁目 | 全域       | 中原警察署 | 中丸子交番   |